# Cervenița, Mehedinți
Cervenița este un sat în comuna Prunișor din județul Mehedinți, Oltenia, România.